# Jozef Kuchár
Jozef Kuchár (15. září 1928 Bernolákovo – 23. ledna 2009 Bratislava) byl slovenský herec a operní pěvec-barytonista.

## Stručný životopis
- 1947–1948 působil v košické opeře
- 1948–1950 v opeře Slovenského národního divadla v Bratislavě
- 1950–1954 v českých činoherních divadlech (Hořovice, Teplice)
- 1955–1991 byl sólistou zpěvohry Nové scény v Bratislavě.

Uplatnil se v klasických operetách, muzikálech i hudebních komediích:
- Polská krev
- Cikánský baron
- My Fair Lady
- Loď komediantů
  - ... a jiné

V letech 1955–1965 působil také jako interpret populárních písní (hlavně Gejzy Dusíka) a písní z operet v Slovenském rozhlasu.
Ve vydavatelství Opus vydal profilovou desku Moje najmilšie (1982).
V roce 1979 byl jmenován zasloužilým umělcem.

## Filmografie
- 1958 Štěstí přijede v neděli (zpěvák)
- 1962 Výlet po Dunaji (kapitán)
- 1967 Volání démonů
- 1968 Šíleně smutná princezna (voják Josef)
- 1968 Dialóg 20-40-60 (příslušník SNB)
- 1971 Orlí pírko
- 1974 Kdo odchází v dešti... (Fajfár)
- 1976 Osvobození Prahy (ministerský předseda Richard Bienert)
- 1981 Čluny proti proudu (přednosta ÚSB)
- 1982 Guľôčky (zahradník)

## Diskografie

### Kompilace
- 1978 Nestarnúce melódie - Opus, LP - Zdeno Sychra a Jozef Kuchár - Čože je to päťdesiatka
- 2006 Nestarnúce melódie - Opus EAN 8584019070923, CD - Zdeno Sychra a Jozef Kuchár - Čože je to päťdesiatka (reedícia LP z roku 1978)
- 2007 Najkrajšie piesne Gejzu Dusíka - Opus EAN 8584019276523, CD - 14. Čo sa mi môže stať - Bea Littmannová a Jozef Kuchár
- 2007 Hit storočia - Opus EAN 8584019273829, CD -18. Nečakaj ma už nikdy - Bea Littmannová a Jozef Kuchár - cd2
- 2007 Antológia slovenskej populárnej hudby 8 - Hudobný fond EAN 8588001009489, CD - 02. Hviezdy nad Jadranom/11. Veľká chvíľa/12. Keď ku milej pôjdem/19. Nikomu nezávidím - Gabriela Hermélyová a Jozef Kuchár
- 2008 Hity 60. Rokov - Opus (edícia Gold) EAN 8584019280124, CD - 07. Marína